# Краса ненаглядная
«Краса ненаглядная» — советский полнометражный кукольный мультипликационный фильм, который создал режиссёр Владимир Дегтярёв на киностудии «Союзмультфильм» в 1958 году по мотивам русских народных сказок. Мультфильм отличается яркостью и лиричностью повествования, насыщенной подачей народного фольклора.

## Сюжет
Жили-были царь с царицей и был у них один сын Иван-Царевич. И все бы было хорошо, если бы одним утром не пришёл Иван к родителям и не рассказал им о своей Ненаглядной Красе, про которую ему няньки пели, а теперь каждый день снится. И хочет он идти по белу свету Красу Ненаглядную искать. Пошёл Иван-Царевич, а в дороге встретился ему разбойник Булат, который и стал ему побратимом. Стали они вместе Красу искать и нашли. А оказалось, что она Кащея Бессмертного невеста, которая никак не хотела ему покориться. Тут Иван-Царевич с Булатом Кощея победили, а Красу Ненаглядную и Марьюшку, служанку Кощееву, вызволили из плена. И привезли их в царские палаты, а царь на радостях две свадьбы сыграл.

## Создатели
| Авторы сценария:             | Евгений Сперанский, Владимир Дегтярёв |
| Текст песен                  | Михаила Светлова, Евгения Сперанского |
| Режиссёр                     | Владимир Дегтярёв |
| Операторы:                   | Михаил Каменецкий, Иосиф Голомб |
| Художники:                   | Вадим Курчевский, Владимир Данилевич |
| Композитор                   | Юрий Левитин |
| Звукооператор                | Георгий Мартынюк |
| Мультипликаторы-кукловоды:   | Кирилл Мамонов, Вячеслав Шилобреев, Павел Петров, Лев Жданов, Д. Меламед |
| Ассистент по монтажу         | В. Егорова |
| Роли озвучивали:             | Нина Гуляева — царевна, Эраст Гарин — царь, Георгий Вицин — труха / сорока / воронёнок, Алексей Покровский— Иван Царевич, Мария Виноградова — чернавка Марья, Георгий Милляр — Кащей Бессмертный, Надир Малишевский, Ирина Мазинг — Баба-Яга, Леонид Пирогов, Юрий Хржановский — ворон / медвежонок, Николай Литвинов — от автора (нет в титрах), Юлия Юльская — девушка / заяц (нет в титрах) |
| Песни исполняет              | Галина Олейниченко |
| Куклы и декорации выполнили: | Вера Калашникова, В. Куранов, Павел Лесин, Олег Масаинов, Николай Солнцев, Н. Целиков |
| под руководством художника   | Романа Гурова |
| Директор картины             | Натан Битман |

## О мультфильме
В конце 1950-х годов производство объёмных мультфильмов было развёрнуто уже на достаточно высоком уровне — об этом говорят работы таких режиссёров, как Владимир Дегтярёв («Чудесный колодец», 1956; «Краса Ненаглядная», 1958), Анатолий Каранович и Роман Качанов («Влюблённое облако», 1959)